# Peter Lougheed
Edgar Peter Lougheed (Calgary, Alberta, 26 de julio de 1928 - Calgary, Alberta, 13 de septiembre de 2012) fue un abogado canadiense, político y jugador de fútbol profesional. Sirvió como el décimo Premier de Alberta desde 1971 hasta 1985.
Peter Lougheed nació en Calgary el 26 de julio de 1928, es hijo de Donald Edgar Lougheed (1893-1951) y Edna Alejandría Bauld (1901-1972). Su abuelo paterno fue Sir James Lougheed, un exitoso abogado, ministro del gabinete federal y senador.